# 訃報 1985年4月
訃報 1985年4月（ふほう 1985ねん4がつ）では、1985年（昭和60年）4月中に物故した、又は物故が報じられた人物についてまとめる。

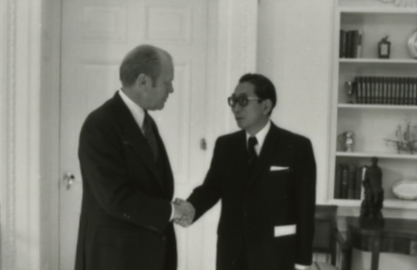
東郷文彦（右） / 4月9日没

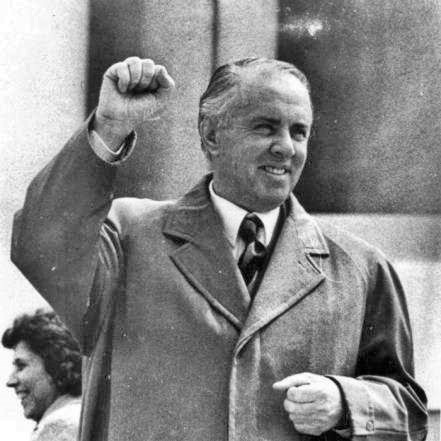
エンヴェル・ホッジャ / 4月11日没

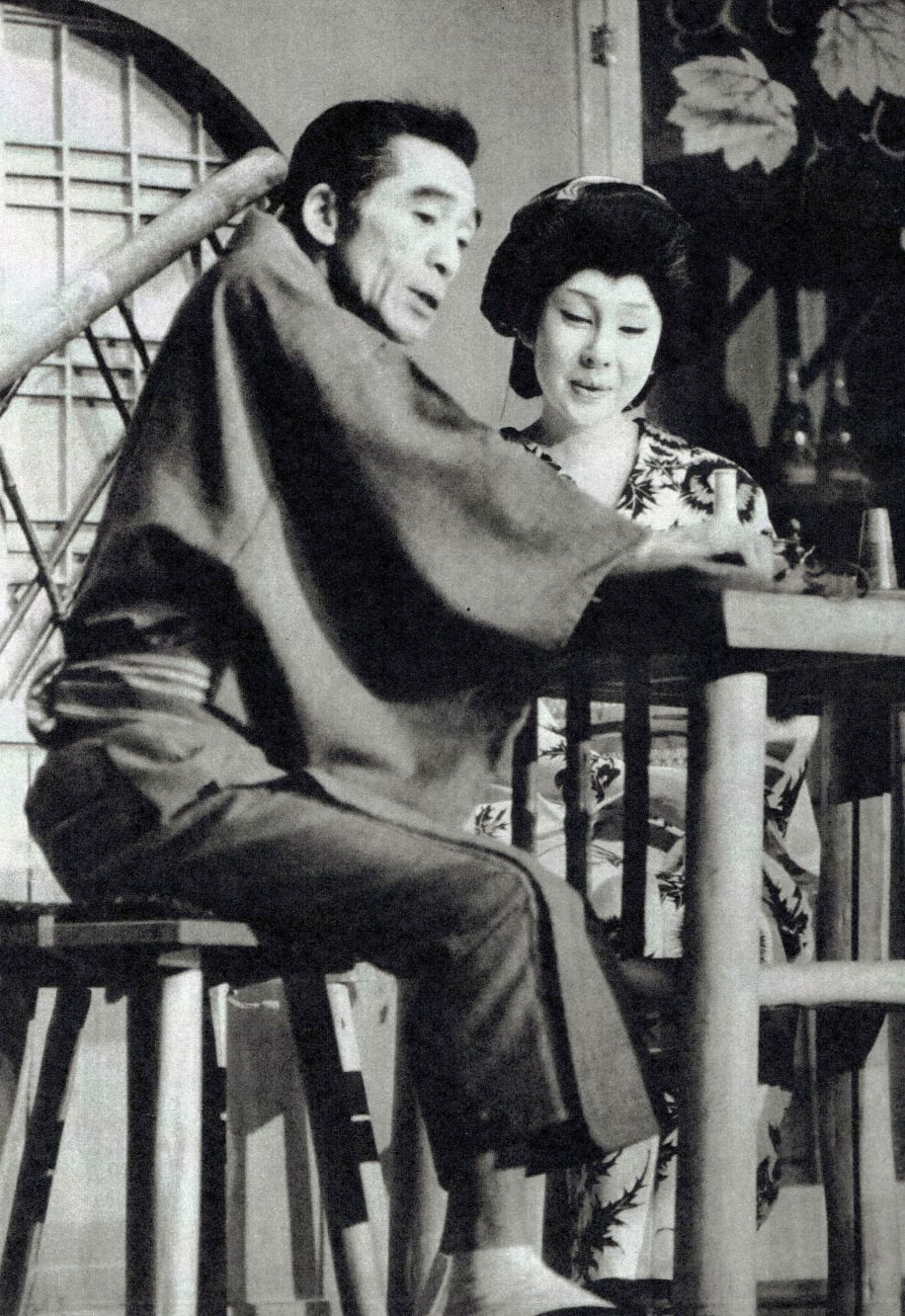
宮口精二（左） / 4月12日没

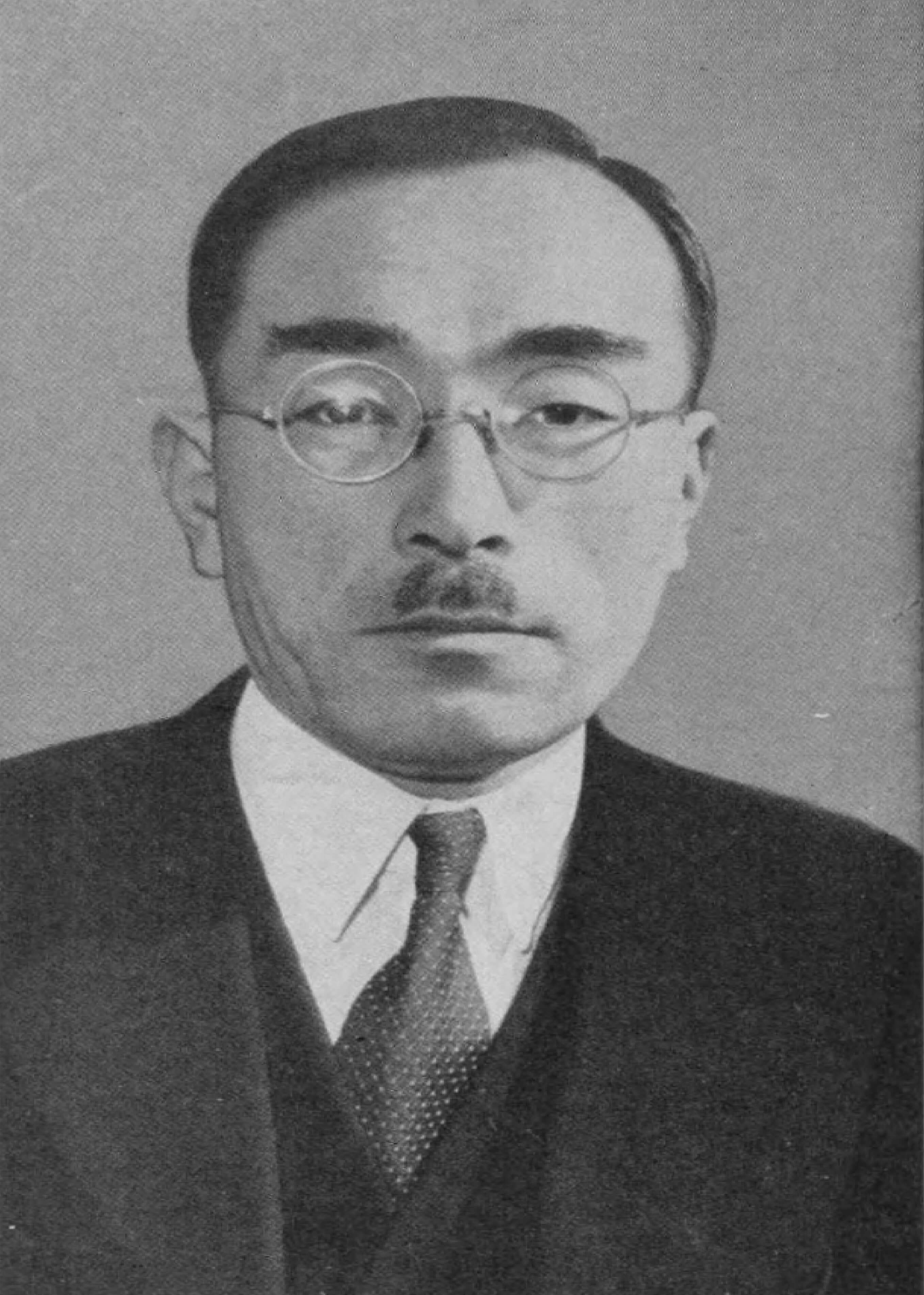
大島一郎 / 4月21日没

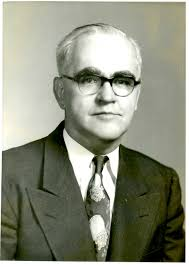
ポール・エメット / 4月22日没

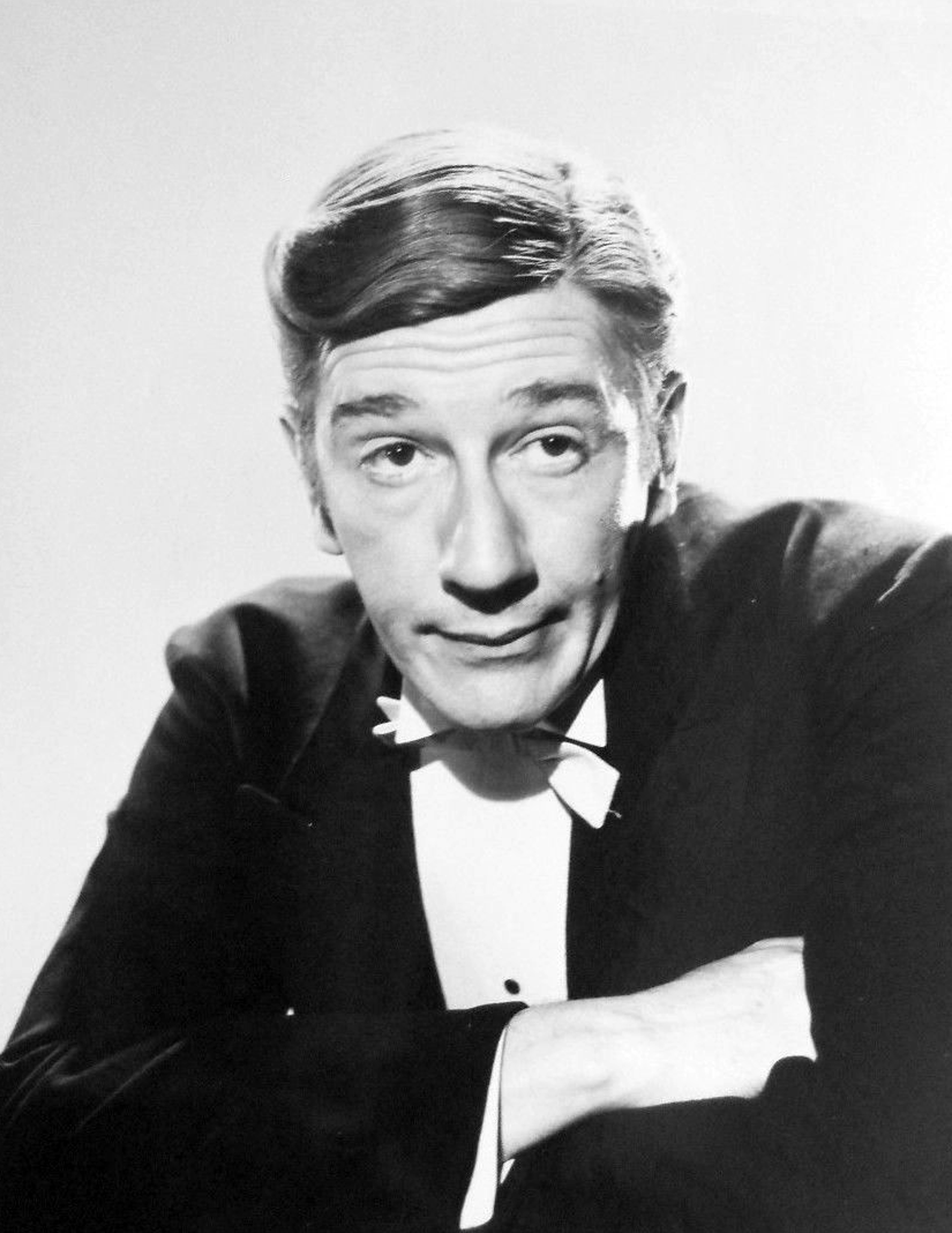
リチャード・ヘイデン / 4月25日没

## （1日 - 15日）
- 4月1日 - 林竹二、教育哲学者（* 1906年）
- 4月7日 - カール・シュミット、法学者（* 1888年）
- 4月9日 - 東郷文彦、外交官（* 1915年）
- 4月10日 - 田中義雄、プロ野球選手（* 1907年）
- 4月11日 - エンヴェル・ホッジャ、アルバニア元首相（* 1908年）
- 4月12日 - 宮口精二、俳優（* 1913年）
- 4月12日 - 東儀祐二、ヴァイオリニスト・指揮者（* 1928年）

## （16日 - 30日）
- 4月16日 - 倉光俊夫、作家（* 1908年）
- 4月21日 - 大島一郎、中日新聞社社主（* 1903年）
- 4月22日 - ポール・エメット、化学工学者（* 1900年）
- 4月25日 - リチャード・ヘイデン、俳優（* 1905年）
- 4月27日 - 紅澤葉子、女優（* 1901年）
- 4月29日 - 桜田武、実業家（* 1904年）
- 4月29日 - フーベルト・バルワーザー、フルート奏者（* 1906年）